# Vital Chitolina
Vital Chitolina SCI (* 3. Januar 1954 in Tuparendi) ist ein brasilianischer Ordensgeistlicher und römisch-katholischer Bischof von Diamantino.

Wappen von Vital Citolina

## Leben
Vital Chitolina trat der Ordensgemeinschaft der Dehonianer bei, legte am 25. Februar 1984 die Profess ab und empfing am 16. Dezember 1984 die Priesterweihe.
Papst Johannes Paul II. ernannte ihn am 23. Dezember 1997 zum ersten Prälaten der mit gleichem Datum errichteten Territorialprälatur Paranatinga. Der Bischof von Santo Ângelo, Estanislau Amadeu Kreutz, spendete ihm am 19. April des nächsten Jahres die Bischofsweihe; Mitkonsekratoren waren Bonifácio Piccinini SDB, Erzbischof von Cuiabá, und Murilo Sebastião Ramos Krieger SCI, Erzbischof von Florianópolis. Als Wahlspruch wählte er PREPARAI O CAMINHO DO SENHOR.
Am 28. Dezember 2011 wurde er zum Bischof von Diamantino ernannt.